# Весела България
„Весела България“ е български игрален филм (късометражен) от 1928 година на режисьора Борис Грежов, по сценарий на Димитър Панчев. Оператор е Валтер Андерс.

## Актьорски състав
- Борис Руменов – Борьо Зевзека
- Васил Харизанов – Кокон Харизанов
- Борис Пожаров – Министър на ичкиите
- Димитър Тодоров – Даскала
- Атанас Николов – Телефончето
- Цвета Руменова – Жената на Борьо
- Мими Балканска – Млада дама
- Иван Станев
- Коста Армянов
- Никола Балабанов
- Иван Костов
- Ставруда Фратева
- Димитър Пешев